# Pardosa cinerascens
Pardosa cinerascens este o specie de păianjeni din genul Pardosa, familia Lycosidae. A fost descrisă pentru prima dată de Roewer, 1951.
Este endemică în Madagascar. Conform Catalogue of Life specia Pardosa cinerascens nu are subspecii cunoscute.